# Orgonaregiszterek listája
| Ábécé szerinti tartalomjegyzék                      |
| --------------------------------------------------- |
| A B C D E F G H I J K L M N O P Q R S T U V W X Y Z |

## A, Á
- Acuta
- Aeoline
- Angolkürt

## B
- Basson
- Basson-Hautbois
- Bauerflöte
- Blockflöte
- Bombarde
- Bordun
- Bourdon
- Bourdon à cheminée

## C
- Campana
- Campanella
- Chamade
- Choral
- Choralbass
- Clairon
- Clarinet
- Clarinette
- Contrabass
- Contre-bombarde
- Coppelflute
- Copula major
- Copula minor
- Cor anglais
- Cor de chamois
- Cor de nuit
- Cornet
- Cromorne
- Csövesfuvola
- Cymbale
- Cymbel
- Cymbelstern

## D
- Dolcan
- Dolkan
- Dolce
- Doppelflöte
- Dulcian
- Dulzian

## F
- Fagott
- Flachflöte
- Flageolet
- Flageolett
- Flauta
- Flautabass
- Flöte
- Flûte
- Flûte à bec
- Flûte harmonique
- Flûte octaviante
- Flûte traversière: A Flûte traversière egy orgonaregiszter: a harántfuvola francia nyelvű megnevezése. Német nevén Traversflöte vagy Querflöte. Magassága lehet 8’, 4’, 2’, de akár 1’ magasság is; anyaga fa vagy orgonafém, alakja nyitott henger vagy hasáb, hangja puha és könnyed.
- Fourniture
- Fugara
- Fuvola

## G
- Gamba
- Gambe
- Gedackt
- Gedacktflöte
- Gedeckt
- Geigenprinzipal
- Gemshorn
- Glockenspiel
- Grossterz

## H
- Harangjáték
- Hautbois
- Hintersatz
- Hohlflöte
- Holzgedackt

## I, Í
- Italian principal

## K
- Klarinét
- Koppelflöte
- Kornett
- Krummhorn

## L
- Larigot
- Lieblichgedackt
- Locatio

## M
- Mixtur
- Mixtúra
- Mollterz
- Montre
- Musette

## N
- Nachthorn
- Nasard
- Nasat
- Nazard

## O, Ó
- Oboa
- Oboe
- Octava
- Octavbass
- Octave
- Octavin

## P
- Piccolo
- Plein jeu
- Pommer
- Posaune
- Praestant
- Prästant
- Prestant
- Principal
- Principale
- Principál
- Prinzipal
- Prinzipalbass

## Q
- Querflöte
- Quintadena
- Quintaton
- Quint
- Quinta
- Quinte

## R
- Rankett
- Rauschpfeife
- Rauschquint
- Regal
- Regál
- Rohrbordun
- Rohrbourdon
- Rohrflöte

## S
- Salicional
- Salizional
- Schalmei
- Schalmey
- Scharf
- Scharff
- Shnabelflöte
- Schweizerflöte
- Septième
- Septime
- Sesquialtera
- Soubasse
- Spanyol trombita
- Spitzflöte
- Subbass
- Superoctave
- Superoktav

## T
- Terz
- Tibia
- Tierce
- Traversflöte
- Trichterregal
- Tromba
- Trombita
- Trombone
- Trompeta real
- Trompete
- Trompette
- Tuba

## U, Ú
- Unda maris
- Untersatz

## V
- Viola
- Viola da gamba
- Viole
- Violoncello
- Voix céleste
- Voix humaine
- Vox coelestis
- Vox humana

## W
- Waldflöte

## Z
- Zimbel
- Zimbelstern
- Zink
- Zúgóquint
- Zymbelstern